# リチャード・トンプソン (ミュージシャン)
リチャード・トンプソン（Richard Thompson、OBE、1949年4月3日 - ）は、イングランド出身のミュージシャン、ギタリスト、シンガーソングライター 。
主にフォークロックの方面で活動する、英国における同分野の重鎮的存在。1970年代は妻とのデュオ「リチャード&リンダ・トンプソン」で活躍。後年は、ソロ・シンガーとして様々な音楽アーティストと共演した。2011年、大英帝国勲章（OBE）を叙勲。
現在も欧米を中心に精力的に活動中。

## 概要
トンプソンが最初に脚光を浴びたのは1967年に共同で結成したフォーク・ロック・グリープ、フェアポート・コンヴェンションのリード・ギタリスト兼ソングライターとして1960年代終盤のことだった。1971年にグループを離れてから、1972年に自身の最初のソロ・アルバム『ヘンリー・ザ・ヒューマン・フライ』をリリースした。翌年、当時の妻のリンダ・トンプソンとデュオを結成し、高い評価を得た『アイ・ウォント・トゥ・シー・ザ・ブライト・ライツ・トゥナイト』(1974年) および『シュート・アウト・ザ・ライツ』(1982年)を含む6枚のアルバムを製作した。デュオの解散後、1983年に『ハンズ・オブ・カインドネス』をリリースして自身のソロ・キャリアを再開した。ソロ・アルバムのうち、『フィール・ソー・グッド』(1991年)、『You? Me? Us?』(1996年)、『ドリーム・アティック』(2010年)の3枚はグラミー賞にノミネートされ、『スティル』(2015年)が自身初の全英トップ10アルバムとなった。トンプソンは新しい楽曲の創作とレコーディングを続けており、たびたび世界中のさまざまな場所で演奏している。
音楽評論家ニール・マコーミックはトンプソンを「多才な名人級のギタリストであるとともに、その仕事で知性と暗い感情を燃やす鋭い観察眼を持ったシンガーソングライター」と説明している。作詞作曲によってアイヴァー・ノヴェロ賞を受賞し、2006年にはBBCから生涯功績賞を授与されている。トンプソンの1991年の曲「1952 Vincent Black Lightning」は『タイム』誌の1923年から2011年の間にリリースされた最も優れた英語による楽曲の「All Time 100 Songs」リストに掲載されている。トンプソンは音楽への貢献によって2011年新春叙勲式で大英帝国勲章（オフィサー） (OBE)を授与された。様々なミュージシャンがトンプソンの楽曲をレコーディングしている。

## 初期の生活とキャリア（1949年 - 1972年）
トンプソンはウェスト・ロンドン、ノッティング・ヒルのラドブローク・クレセントに生まれた。スコットランド人の父親はスコットランドヤードの刑事兼アマチュアのギター演奏家で、他の数人の家族はプロの音楽演奏家だった。父親は1930年代にグラスゴーでジャンゴ・ラインハルトの演奏に接してギターを弾くようになったが、彼は後に父親について「酷いアマチュア・プレイヤーだった……使うコードは3つだけなのだが、酷いことにC、F、Gじゃなかったんだ」と語っている。
ハイゲートのウィリアム・エリス校に在校中、級友のヒュー・コーンウェルを誘って最初のバンドである「Emil and the Detectives」（同名の本および映画から命名）を結成した。彼は同年代の多くのミュージシャン同様に若くしてロックンロールの洗礼を受ける一方で、父親のジャズおよび伝統的なスコットランド音楽のレコード・コレクションの影響を受けた。これらの音楽ジャンルのすべては彼の演奏に影響を与えている。
18歳の時には、新たに結成されたフェアポート・コンヴェンションの共同創設メンバーとして演奏するようになった。彼の演奏はアメリカ人プロデューサー、ジョー・ボイドの耳を引き付けた。ボイド曰く:
彼はだいたいどんなスタイルでも真似できて、そうするんだが、簡単に聴き分けることができる。彼の演奏からは、バグパイプのドローン音であったり、バーニー・ケッセルやジェームズ・バートンのギターやジェリー・リー・ルイスのピアノのエコーのような詠唱の旋律なんかを聴くことができる。だけどブルースのフレーズはない。

主にトンプソンの演奏の力強さから、ボイドはフェアポート・コンヴェンションの面倒を見るようになり、彼等を自ら運営するウィッチシーズン・プロダクション&マネージメント・カンパニーと契約させた。ボイド曰く:
アメリカの音楽を演奏していマスウェル・ヒル・グラマー・スクールの男女混成による素晴らしいグループがいた。レナード・コーエンの歌、リチャード・ファリーニャの歌、ボブ・ディランの歌などが、ウェストコースト・ロック・スタイルで演奏されていた。そしてギター・ソロの番だ。リチャードはすごいソロをやっていた。彼はジャンゴやチャーリー・クリスチャンを引用したソロを弾いていて、信じられないほど洗練された小さなソロだった。そして、彼の洗練された幅の広さには本当に驚かされ……だからギグの後に楽屋に行き「君たち、レコードを作ってくれないか?」と言ったんだ。
その後まもなく、すでに傑出したギタリストとしての名声を得ていたトンプソンは、本格的に曲作りを始めた。これは、フェアポート・コンヴェンションが最初は基本的にカバー・バンドであったため、必要に迫られたわけではなかったようだ。
ギグの後にアシュリー(ベーシストのハッチングス)に言ったのを覚えているのだが、自分たちがこんな曲（カバー）ばかりをやるのは恥ずかしいと思っていたんだ。悪くないんだけど、十分じゃない、1967年ともなるとほかのバンドはオリジナル曲を書いていたので自分たちもそうすべきだと。怒ってアシュリーに言ったのを覚えているよ、これでは十分じゃない、オリジナルの曲を作らなきゃいけないんだ、とね……そうしたら、どんどん曲が浮かんできたんだ。
1969年初頭、フェアポートのセカンド・アルバム『ホワット・ウィー・ディド・オン・アワ・ホリデイズ』がレコーディングされ、リリースされた時には、トンプソンは卓越したソングライターとして頭角を現し始めていた。フェアポートのメンバーと彼らのサウンドが進化するにつれ、トンプソンはプレイヤーとして、また「Meet on the Ledge」のような曲でソングライターとしても成長を続けていた。
1969年5月12日、次のアルバム『アンハーフブリッキング』のレコーディングとリリースの間に、バーミンガムのクラブ、マザーズでのギグからの帰り道、フェアポートのバンが高速道路M1で衝突事故を起こし、19歳だったドラマーのマーティン・ランブルと、トンプソンのガールフレンドだったジーニー・フランクリンが死亡した。他のメンバーも様々な重傷を負った。その後、1969年、フェアポートは新しいドラマー、デイヴ・マタックスを迎えて再結成し、有名なフィドル奏者、デイヴ・スウォーブリックも招き入れた。トンプソンとスウォーブリックは協力して、バンドの記念すべき1969年のフォークロック・アルバム『リージ・アンド・リーフ』に収録されている「クレージー・マン・マイケル」や1970年の『フルハウス』に収録されている「スロース」などの曲を生み出した。
1971年1月、トンプソンはフェアポート・コンヴェンションを脱退することを明らかにした。彼の決断は計算されたキャリアの動きというよりも本能的なものだったようだ：
フェアポートを脱退したのは直感的な反応で、作曲以外は何をしているのかよくわからなかったんだ。何かを書いていて面白そうだったし、レコードを作れたら楽しいだろうなと思った。同じ頃（1970-1971年）に、キャリアについて真剣に考えないようにするためにセッション・ワークをたくさんやっていた。
1972年4月、サンディ・デニー、パット・ドナルドソン、スー・ドラハイム、ジョン・カークパトリック、バリー・ドランスフィールド、アシュリー・ハッチングス、リンダ・ピータース、アンディ・ロバーツらとレコーディングを行った初のソロ・アルバム『ヘンリー・ザ・ヒューマン・フライ』をリリースした。このアルバムは売れ行きが悪く、マスコミ、特に影響力のある『メロディ・メイカー』誌に嫌われた。時が経つにつれ、『ヘンリー・ザ・ヒューマン・フライ』はより高く評価されるようになったが、当時の評論家の反応はトンプソンと彼のキャリアの両方を傷つけた。

## 1970年代以降 リチャード&リンダ・トンプソン
1970年代までにトンプソンは『ヘンリー・ザ・ヒューマン・フライ』で歌っていたシンガーのリンダ・ピータース (Linda Peters)と交際を始めていた。1972年10月に2人は結婚し、リンダが事実上のフロント・ウーマンとなったのでトンプソンは次のアルバムと彼のキャリアの次の段階のために構成を見直すことになった。リチャード&リンダ・トンプソンのファースト・アルバム『アイ・ウォント・トゥ・シー・ザ・ブライト・ライツ・トゥナイト』は、1973年5月に短い時間と少ない予算でレコーディングされた。イギリスでのガソリン不足とレコード用のビニールの入手に影響を与えたことが主な理由で、『アイ・ウォント・トゥ・シー・ザ・ブライト・ライツ・トゥナイト』はアイランド・レコードから1974年4月にリリースされるまで1年近く待たされた。このアルバムは批評家からの評価が高かったが、売れ行きは芳しくなかった。
トンプソンの歌詞はかなり悲惨な世界観を表現しており、彼の曲の主題が彼のレコードをヒットパレードから遠ざけていたことが示唆されている。より可能性の高い説明は元アイランドのA&Rのリチャード・ウィリアムズが2003年のBBCテレビのドキュメンタリー番組『Solitary Life』の中で述べている：「トンプソンはただ名声とその装飾品には興味がなかっただけだった」。
トンプソン夫妻はリチャードが音楽業界を去る前に、1975年にリリースされた『ホウキ・ポウキ』『ポア・ダウン・ライク・シルヴァー』という2枚のアルバムをレコーディングした。夫妻はイースト・アングリアのスーフィー・コミュニティに引っ越した。
最初は彼らのレコードからは明らかではなかったが、トンプソン家は1974年初頭にイスラム教の秘教的なスーフィズムを受け入れていた。『アイ・ウォント・トゥ・シー・ザ・ブライト・ライツ・トゥナイト』はこの改宗の前に録音されたが、改宗後しばらくしてからリリースされた。リチャードとリンダの2枚目のアルバム『ホウキ・ポウキ』の曲も、アルバムのレコーディングと最終的なリリースに先立って同様に書かれた。トンプソンたちの信仰の高まりを人々に知らしめたのは、ターバン姿のリチャード・トンプソンがカバー写真で写っている『ポア・ダウン・ライク・シルヴァー』だった。
彼がコミューンに滞在する前後にリリースされた3部作のアルバムは、トンプソンの信念とスーフィーの聖典の影響を大きく受けているが、長い目で見れば、彼の宗教的信念は彼の作品に明らかな影響を与えていない。彼の歌で表現された展望、彼の音楽スタイル、彼の歌詞で取り上げられた主題は、根本的な変化を示していない 。彼は依然として熱心なイスラム教徒である。
トンプソンは1977年にプロの音楽の世界に再び関わり始めた。彼はサンディ・デニーのアルバムに参加し、短期間のツアーを行い、同じスーフィズムのミュージシャンたちとレコーディングを始めた。トンプソンはこれらのセッションのプロデュースをジョー・ボイドに依頼し、最初のレコーディングに2日間を費やした。ボイドはセッションは成功しなかったと振り返り、「それは本当に、私が感じたのは、とても貧弱なものだった。彼が一緒に仕事をしているミュージシャンにはあまり自信を持っていなかった。雰囲気がとても奇妙で、うまくいっていないように見えたんだ」。
この頃 トンプソン一家はコミューンを出てハムステッドの古い家に戻った。ボイドはすでにリチャード・トンプソンをジュリー・コヴィントンのデビュー・アルバムで演奏するように誘っていた。余裕のあるスタジオ時間とコヴィントンのアルバムで働くために雇われたアメリカのセッション・ミュージシャンたちが利用可能な状態で、トンプソン夫妻は3年ぶりに自分たちの名前でレコーディングするためにスタジオに戻った。
その結果として生まれたアルバム『ファースト・ライト』は評論家たちから温かく受け入れられたが、特に売れたわけではなかった。翌1979年のハードでシニカルな『サニーヴィスタ』も売れなかった。クリサリス・レコードは契約を更新するという選択肢を取らず、トンプソン夫妻は契約がないことに気がついた。

## ギャラリー

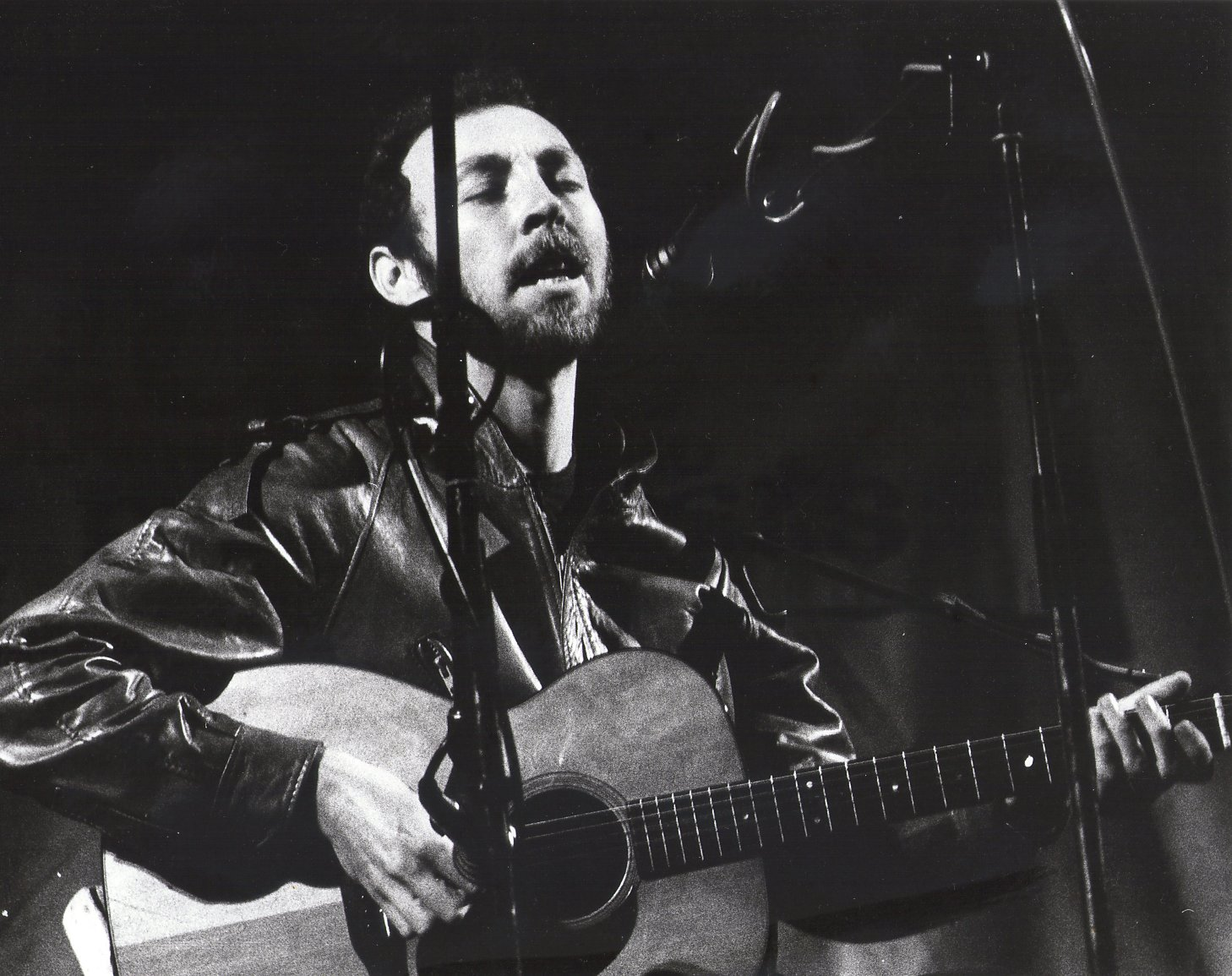
リーズ・フォークフェスティバル公演（1982年）
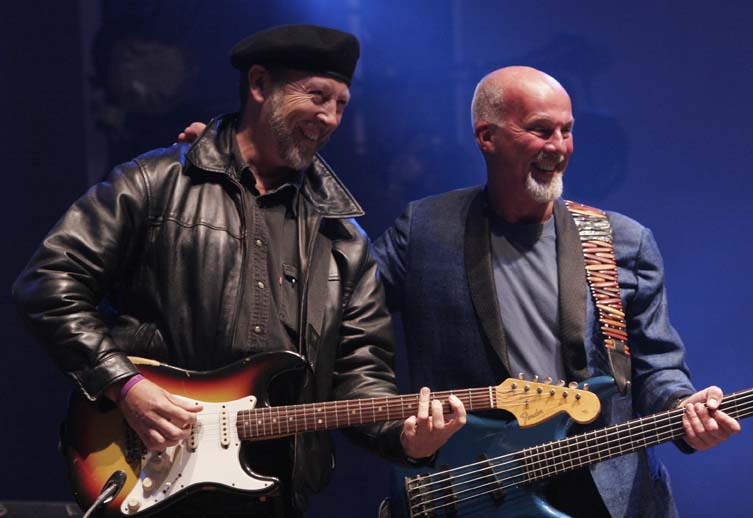
フェアポート・コンヴェンションのデイヴ・ペッグと共演（2005年）
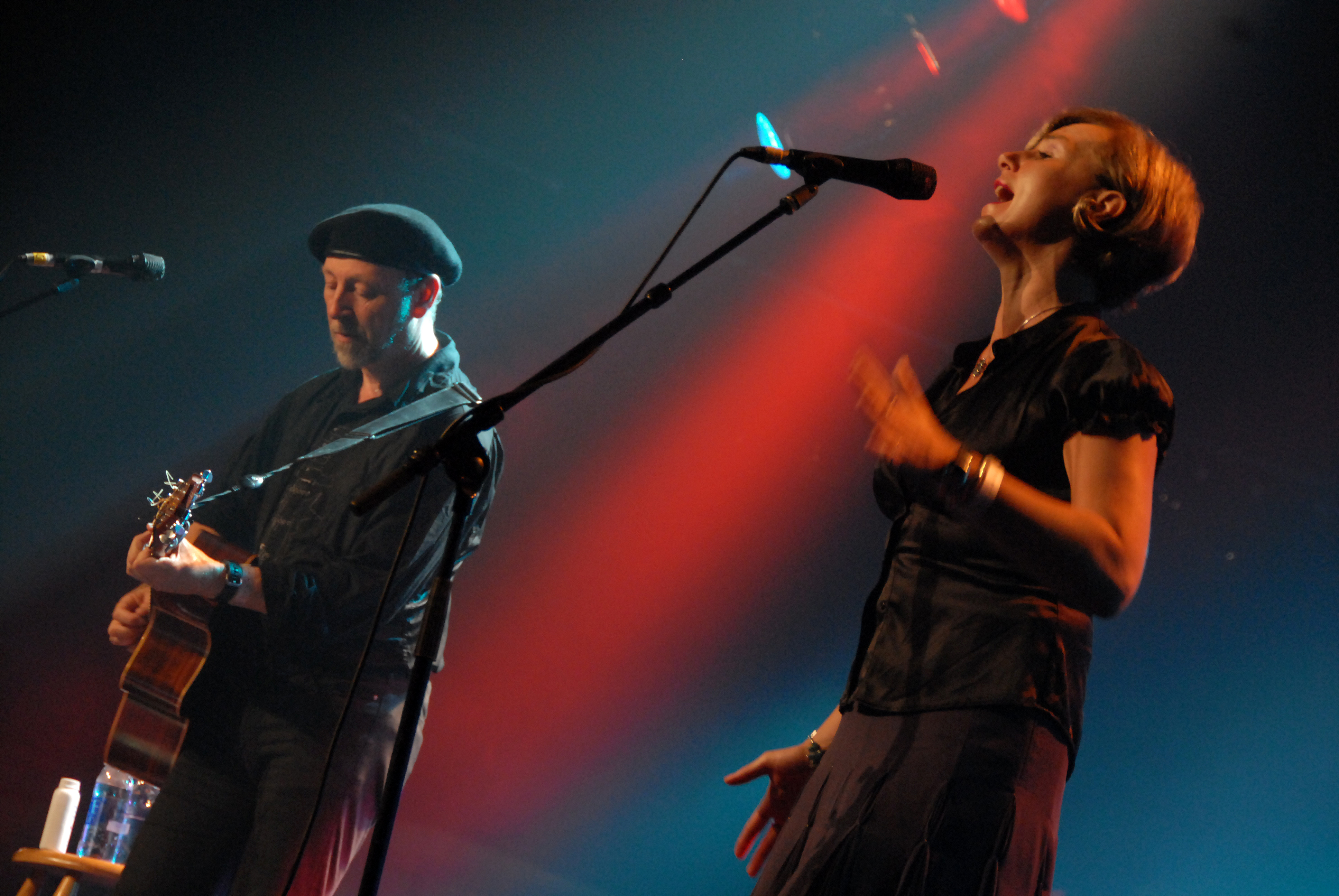
クリスティーヌ・コリスターと共演（2006年）
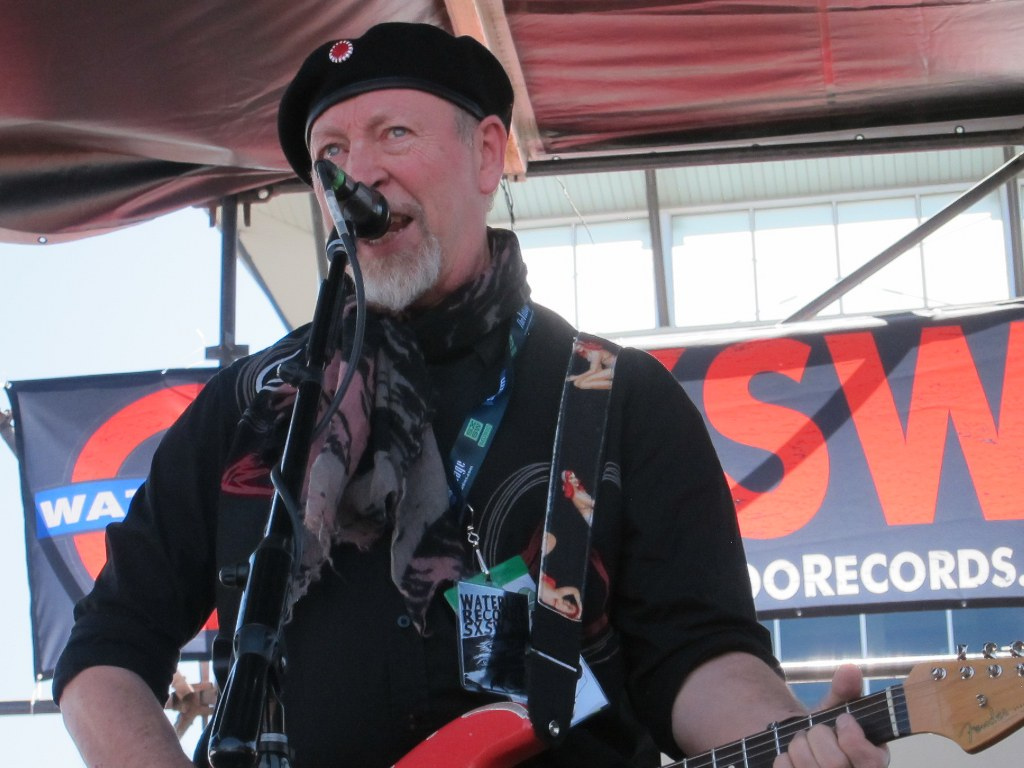
サウス・バイ・サウスウエスト公演（2013年）
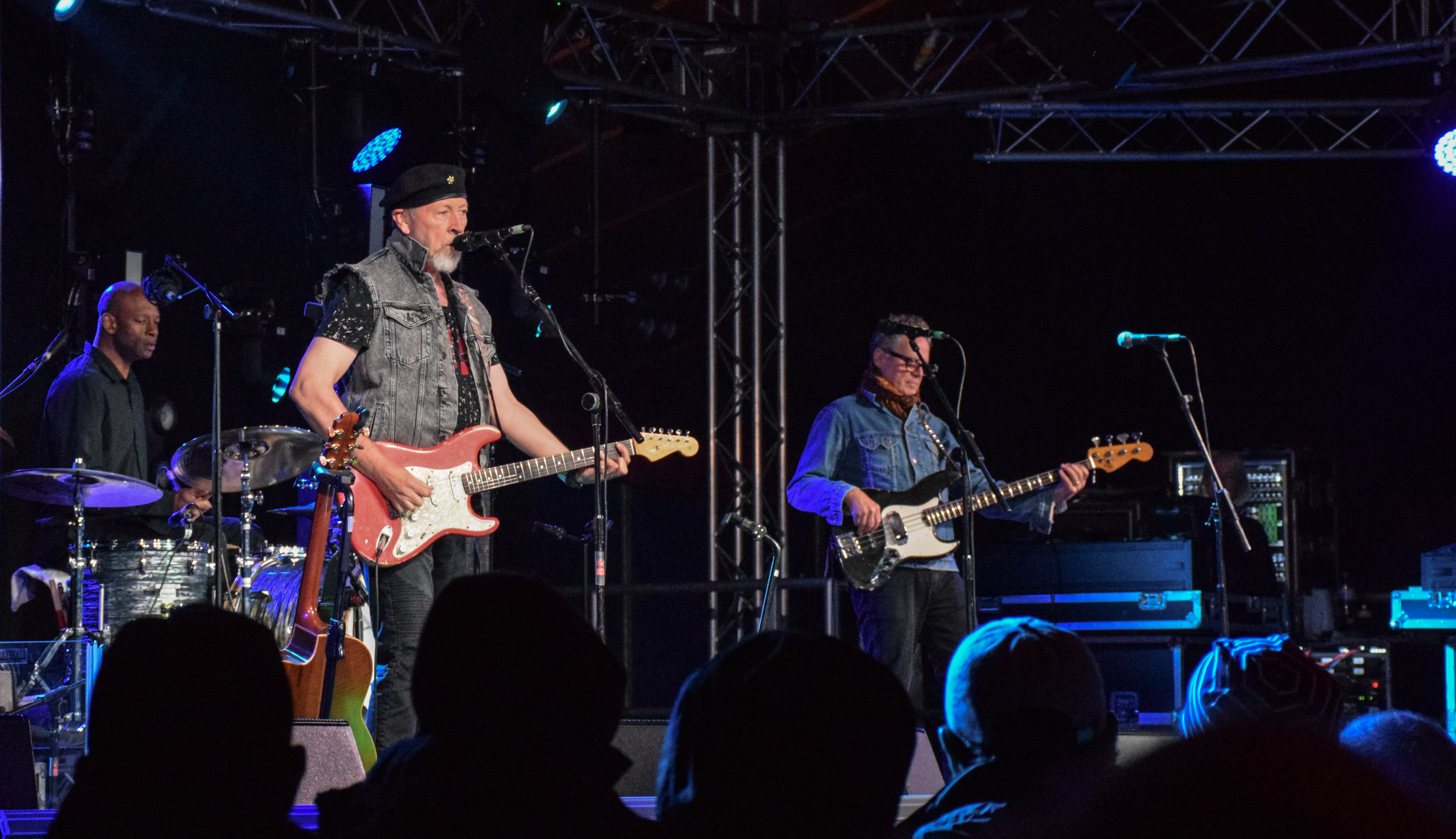
リチャード・トンプソン・エレクトリック・トリオ（2018年）

## ディスコグラフィ

### スタジオ・アルバム
- 『ヘンリー・ザ・ヒューマン・フライ』 - Henry the Human Fly (1972年)
- 『ストリクト・テンポ!』 - Strict Tempo! (1981年)
- 『ハンズ・オブ・カインドネス』 - Hand of Kindness (1983年)
- 『アクロス・ア・クラウデッド・ルーム』 - Across a Crowded Room (1985年)
- 『デアリング・アドベンチャーズ』 - Daring Adventures (1986年)
- 『アムニージア』 - Amnesia (1988年)
- 『フィール・ソー・グッド』 - Rumor and Sigh (1991年)
- 『ミラー・ブルー』 - Mirror Blue (1994年)
- You? Me? Us? (1996年)
- 『インダストリー』 - Industry (1997年) ※with ダニー・トンプソン
- Mock Tudor (1999年)
- 『ジ・オールド・キット・バッグ』 - The Old Kit Bag (2003年)
- 『フロント・パーラー・バラッズ』 - Front Parlour Ballads (2005年)
- 『スウィート・ウォリアー』 - Sweet Warrior (2007年)
- 『ドリーム・アティック』 - Dream Attic (2010年)
- 『エレクトリック』 - Electric (2013年)
- 『アコースティック・クラシックス』 - Acoustic Classics (2014年) ※旧譜から選曲したアコースティック盤
- 『スティル』 - Still (2015年)
- 『アコースティック・クラシックス2』 - Acoustic Classics II (2017年) ※アコースティック盤の第2弾
- 『アコースティック・レアリティーズ』 - Acoustic Rarities (2017年)
- 『13リヴァーズ』 - 13 Rivers (2018年)
- 『シップ・トゥ・ショア』 - Ship to Shore (2024年)

### ライブ・アルバム
- 『スモール・タウン・ロマンス』 - Small Town Romance (1984年)
- Live from Austin, TX (2005年)
- 『ライヴ・アット・ロックパラスト 1983&1984』 - Live at Rockpalast (2017年)
- 『アクロス・ア・クラウデッド・ルーム〜ライヴ・アット・バリモアズ 1985』 - Across A Crowded Room Live at Barrymore's 1985 (2019年)
- Live at Rock City, Nottingham, November 86 (2020年)

### コンピレーション・アルバム
- 『(ギター、ヴォーカル)』 - (guitar, vocal) (1976年)
- Live! (More or Less) (1976年)
- Doom & Gloom From The Tomb (Vol. 1) (1985年)
- Doom & Gloom II (Over My Dead Body) (1991年)
- 『ウォッチング・ザ・ダーク〜ザ・ヒストリー・オブ・リチャード・トンプスン』 - Watching the Dark (1993年)
- The Best of Richard & Linda Thompson: The Island Record Years (2000年)
- Action Packed (2001年)
- RT- The Life and Music of Richard Thompson (2006年)
- Walking on a Wire (2009年)
- Hard Luck Stories (1972 - 1982) (2020年)

### リチャード&リンダ・トンプソン
- 『アイ・ウォント・トゥ・シー・ザ・ブライト・ライツ・トゥナイト』 - I Want to See the Bright Lights Tonight (1974年)
- 『ホウキ・ポウキ』 - Hokey Pokey (1975年)
- 『ポア・ダウン・ライク・シルヴァー』 - Pour Down Like Silver (1975年)
- 『ファースト・ライト』 - First Light (1978年)
- 『サニーヴィスタ』 - Sunnyvista (1979年)
- 『シュート・アウト・ザ・ライツ』 - Shoot Out the Lights (1982年)
- In Concert, November 1975 (2007年) ※ライブ
- Live at the BBC (2011年) ※ライブ

### フェアポート・コンヴェンション
- 『フェアポート・コンヴェンション』 - Fairport Convention (1968年)
- 『ホワット・ウィー・ディド・オン・アワ・ホリデイズ』 - What We Did on Our Holidays (1969年)
- 『アンハーフブリッキング』 - Unhalfbricking (1969年)
- 『リージ・アンド・リーフ』 - Liege & Lief (1969年)
- 『フル・ハウス』 - Full House (1970年)
- Live at the L.A. Troubadour (1976年) ※1970年ライブ録音
- Moat On The Ledge - Live At Broughton Castle (1982年) ※1981年ライブ録音
- 『ハウス・フル』 - House Full (1986年) ※1970年ライブ録音
- 『ヘイデイ』 - Heyday (1987年) ※1968年、1969年ライブ録音
- Who Knows Where the Time Goes? (1998年) ※1995年ライブ録音
- The Cropredy Box (1999年) ※1997年ライブ録音
- Cropredy 2002 (2003年) ※2002年ライブ録音
- What We Did on Our Saturday (2018年) ※2017年ライブ録音